# 小行星119979
小行星119979（2002 WC19）是一顆共振海王星外天體，與海王星軌道共振為1:2。小行星119979於2002年11月16日在帕洛瑪天文台被發現。如果推導出的直徑正確的話，小行星119979的密度會比冥王星高，這不尋常，因為看起來比柯伊伯帶天體的預期尺寸要小得多。
如果可以知道有多少顆1:2共振海王星外天體，或許就能揭示海王星從誕生地遷移到距離地球約7個天文單位需要大約100萬年還是1000萬年。

## 外部連結
- NASA JPL小天體瀏覽器上的小行星119979